# 다대포성지
다대포성지(多大浦城址)는 부산광역시 사하구 다대동 일원에 1490년 건립된 다대포성 터이다. 조선 전기 경상 좌도의 수군 진성 터로, 다대초등학교를 중심으로 동쪽과 남쪽 성벽이 비교적 양호하게 남아 있으며, 대부분 주택의 축대나 담장으로 이용되고 있다. 1593년 임진왜란 때 고니시 유키나가군과 일본군이 주둔하면서 성을 파괴하고 축조했다. 이후 다대포성은 왜성이 되었다.

## 역사
조선 초기에는 다대포진(多大浦鎭)이 장림포(長林浦)에 있었는데 현재의 위치로 옮기면서 본격적인 축성이 있었다. 1490년(성종 21) 11월에 다대포성이 축조되었는데, 규모는 둘레 541.8m, 높이 3.9m의 석성으로 동서남북으로 4대문이 있었다. 병선 9척으로 수군 723명이 수비하였다. 다대포성의 최고 직위는 세종(世宗) 이후 정4품의 장관인 만호영(萬戶營)이었다가 임진왜란 이전에 첨사영(僉使營)으로 바꾸었다. 조선 팔도 가운데 정3품 당상관인 첨절제사(水軍僉節制使)가 임명된 곳은 수군영인 동래(부산)의 다대포와 조선과 만주 국경에 설치된 병마영인 평안도의 만포진(滿浦鎭) 두 곳뿐이었다. 무관 정3품 당상관(堂上官)은 수군절도사와 동격이었고, 이 다대포진이 처음 당상관이 되면 부임하는 곳 가운데 하나였다. 당상관 첨절제사가 임명된 것을 보면 알 수 있듯, 다대포영은 동남쪽 국방의 요새지로 가장 중요시하였던 것이다.

## 변천
1589년(선조 22) 성지를 보수, 신축하여 둘레가 561m로 증축되었는데, 임진왜란 때 파괴되었다가 다시 개축된 것으로 보인다. 1895년(고종 32)의 기록에는 둘레 575.4m라고 적혀 있는데, 그 이후 몇 차례에 걸쳐 보수한 것으로 보인다.

## 위치
다대포성은 부산광역시 사하구 다대동 181번지 일원으로 다대초등학교를 중심으로 성벽이 둘러쳐져 있다.

## 발굴 조사 경위
성벽은 외벽 높이가 1.6m 정도 잔존하며, 가로 50~70cm, 세로 40~50cm 크기의 안산암 또는 역암의 할석을 10cm 내외 크기의 잔돌로 틈새 없이 끼워 축조하였다. 내벽의 경계는 확실하지 않으나 외벽에서 성내 쪽으로 7m까지 성석이 보이고 있는데, 외벽에서 안쪽으로 2m 지점이 외벽과 동시에 축조된 듯하다. 흘러내린 석축 위로 3.3m, 4.3m, 6.3m 지점에서 막쌓기한 석축이 계단상으로 보이고 있어 증축된 것으로 추정된다.
외벽에서 안쪽으로 3.3m 지점에서부터 다시 흙을 채운 흔적이 있는데, 이 토층은 현재 노출된 석축의 상부 경사면을 따라 비스듬히 다져져 있어 계단상의 성벽 위로 황갈색토와 흑갈색 점질토를 피복한 것으로 추정된다. 내벽 쪽 석재의 바닥에서 외벽 최상부까지의 높이는 2.5m로, 석축의 상태나 범위로 볼 때 전체 성벽의 너비는 5m 전후로 추정된다. 한편 현재 성내에서 수습된 유물은 소량의 인화문 분청사기편, 백자편, 암키와와 수키와편, 상평통보 등이며, 자기편의 경우 백자편이 주종을 이루고 있다.

## 현황
예전 다대초등학교, 현재의 부산광역시 유아교육진흥원 건물을 중심으로 동쪽과 남쪽 성벽이 비교적 양호하게 남아 있으며, 대부분 주택의 축대나 담장으로 이용되고 있다. 다대초등학교 안에 있었던 다대진 동헌은 1970년 다대초등학교 운동장 공사로 인해 현재의 위치인 몰운대공원으로 이전하여 복원되어 있다.

## 참고 문헌
조선 초기 경상 좌도 부산포진 관할의 수군 진성으로서 낙동강 일대의 해안 방어를 하는 데 최일선에 해당한다. 임진왜란 때 다대포 전투로 유명한 윤흥신(尹興信)과 그 아우 윤흥제(尹興悌)의 사적(事跡)인 윤공단(尹公壇)이 인근에 남아 있다.

## 같이 보기
- 다대포 전투
- 다대진 동헌
- 몰운대